# Szyjki (voivodato de Mazovia)
Szyjki es un pueblo de Polonia, en Mazovia.  Se encuentra en el distrito (Gmina) de Glinojeck, perteneciente al condado (Powiat) de Ciechanów. Se encuentra aproximadamente a 4 km al norte de Glinojeck, 24 km al oeste de Ciechanów, y a 86 km  al noroeste de Varsovia. Su población es de 202 habitantes.
Entre 1975 y 1998 perteneció al voivodato de Ciechanów.